# Tretjärnarna (Hotagens socken, Jämtland, 709219-143134)
Tretjärnarna är en sjö i Krokoms kommun i Jämtland och ingår i Indalsälvens huvudavrinningsområde.